# 格明德县

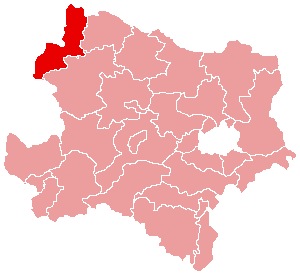
格明德县在下奥地利州的位置

格明德县（德語：Bezirk Gmünd）是奥地利下奥地利州所辖的一个县。总面积786.2平方公里，总人口40050，人口密度51人/平方公里（2001年）。行政中心位于格明德。

## 行政区域
格明德县辖有21个市镇。